# Kodopis
Kodopis – elektroniczno-mechaniczne urządzenie z klawiaturą, stosowane w elektronicznej technice obliczeniowej, łączące funkcje dalekopisu, elektronicznej maszyny do pisania i dziurkarki taśmy.